# Things We Lost in the Fire
Things We Lost In The Fire és una pel·lícula estatunidenca del 2007 dirigida per Susanne Bier sobre un guió d'Allan Loeb.

## Repartiment
- Halle Berry: Audrey Burke
- Benicio del Toro: Jerry Sunborne
- David Duchovny: Brian Burke
- Alexis Llewellyn: Harper Burke
- Micah Berry: Dory Burke
- John Carroll Lynch: Howard Glassman
- Alison Lohman: Kelly
- Robin Weigert: Brenda
- Omar Benson Miller: Neal